# حمد المدلج
حمد محمد عبد الله المدلج (مواليد: 1984) نائب سابق في مجلس الأمة الكويتي والمجلس البلدي الكويتي. شارك في انتخابات المجلس البلدي عام 2018 للمرة الأولى في الدائرة الرابعة وحصل على المركز الأول برصيد 4,108 صوت. وترأس المدلج اللجنة المالية والقانونية في المجلس البلدي.

## السيرة البرلمانية
شارك حمد المدلج في انتخابات مجلس الأمة الكويتي 2022 وحصل على المركز التاسع في الدائرة الانتخابية الأولى برصيد 2,826 صوت وفاز بالانتخابات، وهو حاصل على درجة البكالريوس في العلوم العسكرية وعمل ضابطًا في وزارة الدفاع، كما كان سابقا عضو مجلس إدارة جمعية مشرف التعاونية (2011-2013) وعضو المجلس البلدي (2018-2022)، كما ترأس اللجنة المالية والقانونية في المجلس البلدي.